# غنوصية

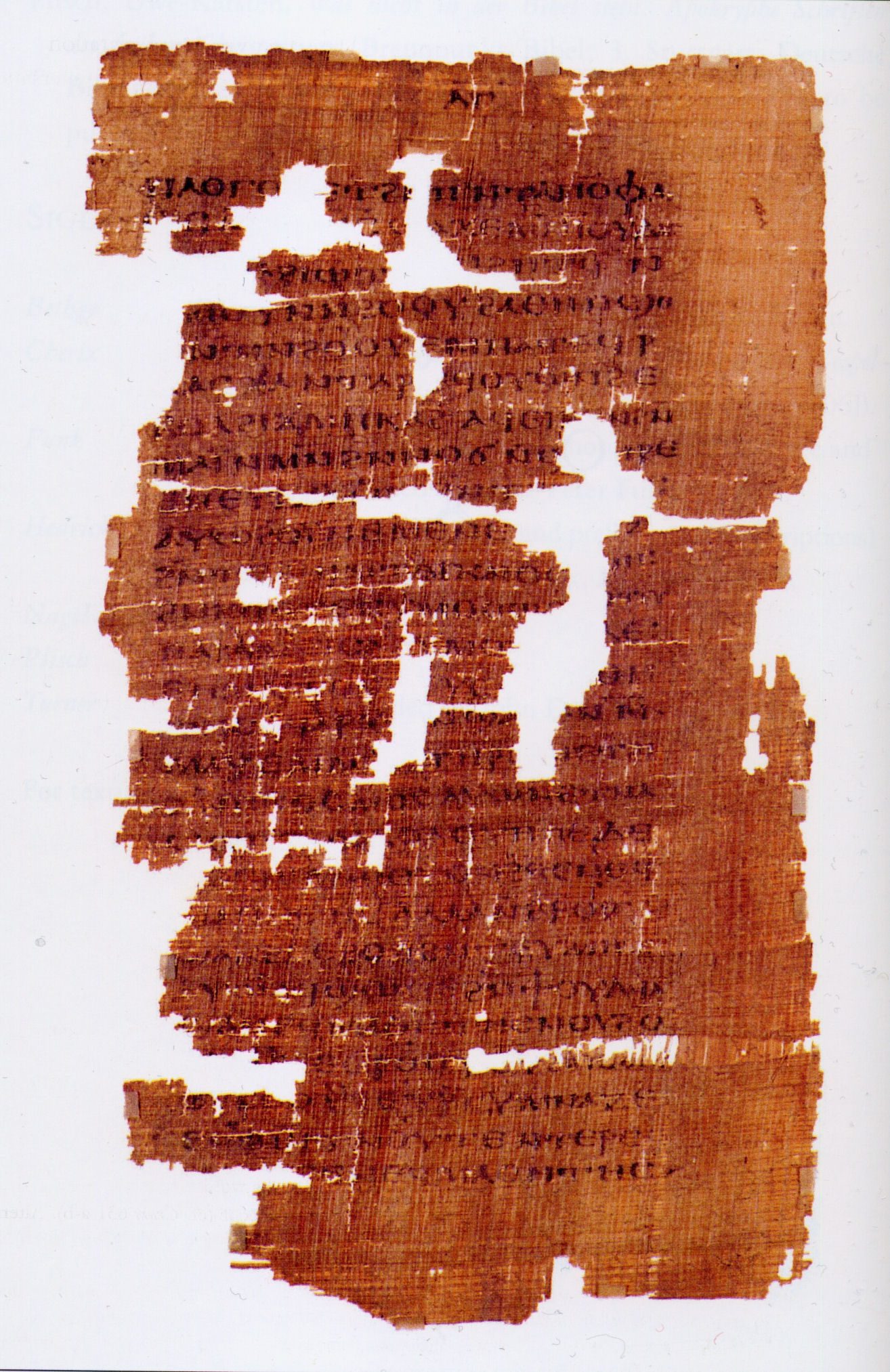
صفحة من إنجيل يهوذا.

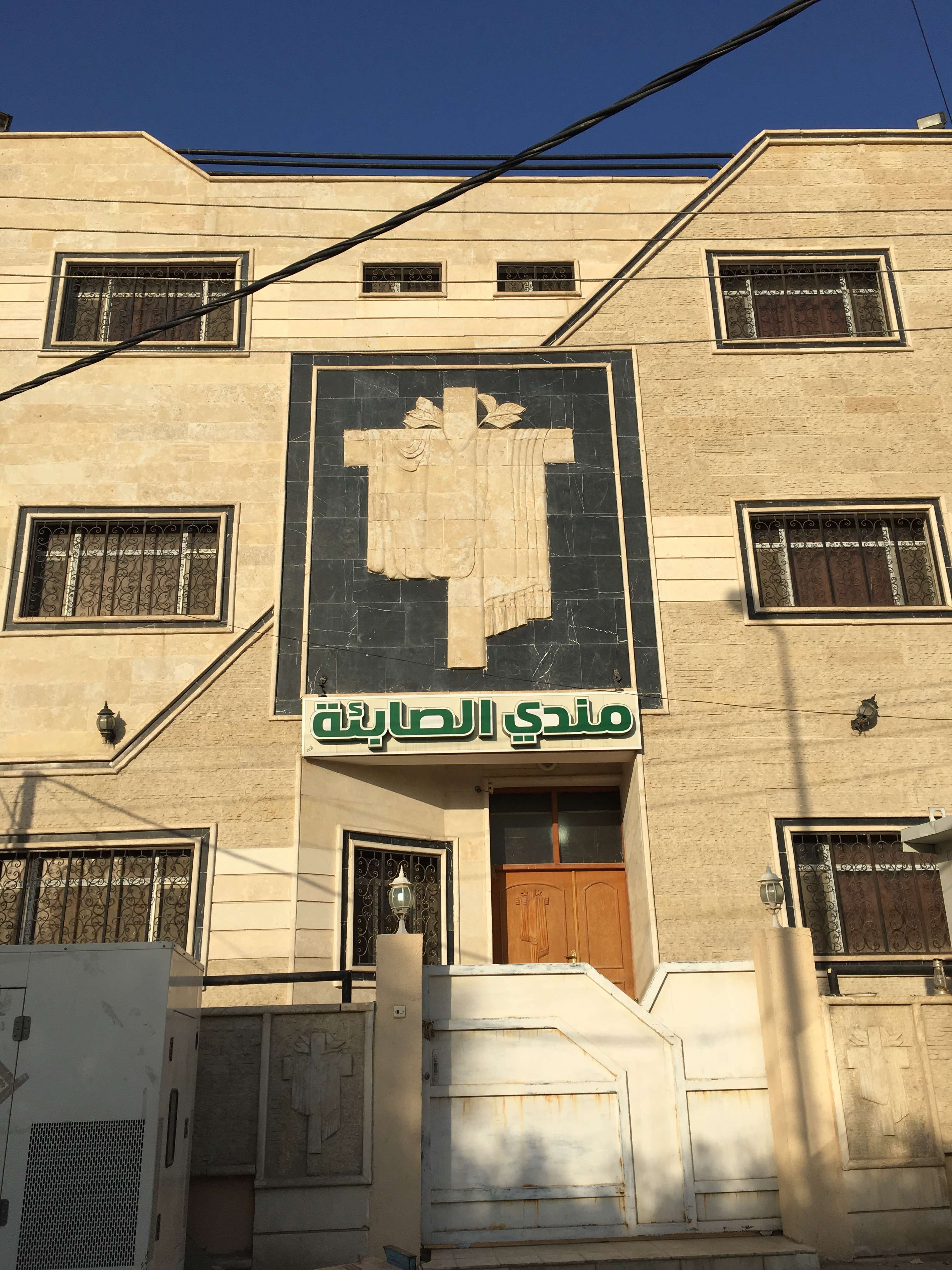
بيت مندا (مشخانا) في الناصرية سنة 2016م.

الغنوصية أو الغنوسطية أو العرفانية هي مجموعة من الأفكار والأنظمة الدينية التي اندمجت في أواخر القرن الأول الميلادي بين الطوائف اليهودية والمسيحية المبكرة. أعلت هذه المجموعات المختلفة المعرفة الروحية الشخصية (الغنوسيس) على التعاليم والتقاليد والسلطة الدينية المسيحية التقليدية الأولى [الإنجليزية]. يقدم علم نشأة الكون الغنوصي عمومًا تمييزًا بين إله أعلى خفي وإله خبيث أصغر (يرتبط أحيانًا بإله الكتاب المقدس يهوه) المسؤول عن خلق الكون المادي. وبالتالي، اعتبر الغنوصيون الوجود المادي معيبًا أو شريرًا، واعتبروا أن العنصر الرئيسي للخلاص هو المعرفة المباشرة بالألوهية الخفية، والتي تتحقّق بالبصيرة الصوفية أو الباطنية. لا تتناول الكثير من النصوص الغنوصية مفاهيم الخطيئة والتوبة، بل تتناول مفاهيم الوهم والاستنارة.
ازدهرت الكتابات الغنوصية بين بعض الجماعات المسيحية في عالم البحر المتوسط في القرن الثاني الميلادي تقريبًا، في الوقت الذي اعتبرهم آباء الكنيسة فيه هراطقة. نجحت الجهود المبذولة لتدمير هذه النصوص إلى حد كبير، مما أدى إلى بقاء قليل جدًا من كتابات اللاهوتيين الغنوصيين. ومع ذلك، رأى المعلمون الغنوصيون الأوائل مثل فالنتينوس أن معتقداتهم تتوافق مع المسيحية. في النصوص المسيحية الغنوصية، يُنظر إلى يسوع على أنه كائن إلهي اتخذ شكلًا بشريًا من أجل إعادة البشرية إلى الاعتراف بطبيعتها الإلهية. لا تمتلك الغنوصية نظامًا موحدًا، وإن كانت تتفق على أن الخبرة المباشرة تسمح بمجموعة واسعة من التعاليم، مثلما تعتقد تيارات متميزة مثل الفالنتينية والشيثية. انتشرت الأفكار الغنوصية في الإمبراطورية الفارسية حتى الصين عبر الحركة المانوية، بينما انتشرت المندائية، وهي الديانة الغنوصية الوحيدة الباقية من العصور القديمة، في العراق وإيران ومجتمعات الشتات. يعتقد جورون باكلي أن المندائيين الأوائل ربما كانوا من بين أوائل من صاغوا ما عُرف فيما بالغنوصية في مجتمع أتباع يسوع الأوائل.
لعدة قرون، كانت معظم المعرفة العلمية حول الغنوصية مقتصرة على الكتابات المناهضة للهرطقة لشخصيات مسيحية مبكرة مثل إيرينيئوس وهيبوليتوس الرومي. تجدّد الاهتمام بالغنوصية بعد اكتشاف مخطوطات نجع حمادي في مصر سنة 1945م، وهي عبارة عن مجموعة من النصوص المسيحية والغنوصية المبكرة النادرة، من بينها إنجيل توما وسفر يوحنا السري. لاحظت إلين باجلز التأثير الهلنستي اليهودي والزرادشتي والأفلاطوني على نصوص نجع حمادي. منذ التسعينيات، أصبحت الغنوصية تحت تدقيق متزايد من قبل العلماء. إحدى هذه القضايا هي ما إذا كان ينبغي اعتبار الغنوصية أحد أشكال المسيحية المبكرة، أو ظاهرة بين الأديان، أو ديانة مستقلة. وذهب البعض أبعد من ذلك، فتساءل علماء معاصرون آخرون مثل مايكل ألين ويليامز وديفيد ج. روبرتسون عما إذا كانت الغنوصية ذات فائدة تاريخية، أم أنها مجرد مصطلح فني يستخدمه علماء هرطقات المسيحية التقليدية المبكرة لوصف مجموعة متباينة من الجماعات المسيحية المتعاصرة.

## التسمية
كلمة (بالإنجليزية: Gnosticism)‏ (من الكلمة الإغريقية: γνωστικός، رومنة: gnōstikós، اليونانية العامية المختلطة: [ɣnostiˈkos]، 'امتلاك المعرفة') «غنوسيس» هي كلمة يونانية مؤنثة تعني «المعرفة» أو «الوعي». وغالبًا ما تستخدم للإشارة إلى المعرفة الشخصية مقارنة بالمصطلح «εἴδειν» (إيدين) الذي يشير إلى المعرفة الفكرية. تُعد الصفة «غنوستيكوس» (المعرفي)، صفة شائعة إلى حد ما في اللغة اليونانية القديمة.
بحلول الفترة الهلنستية، بدأت الغنوصية ترتبط بالأسرار اليونانية الرومانية، وأصبحت الكلمة مرادفةً للمصطلح اليوناني «موستيرون». في السياق الديني، ارتبط معنى الغنوصية بالمعرفة الصوفية أو الباطنية التي تعتمد على الاتصال المباشر بالإله. في معظم الأنظمة الغنوصية، تُعدُّ معرفة الإله سببًا كافيًا للخلاص، وهي "معرفة داخلية"، تشبه تلك التي نادى بها أفلوطين، وتختلف عن الرؤية المسيحية التقليدية المبكرة حول الخلاص. ويُعرّف الغنوصيون على أنهم "أولئك الموجهون نحو المعرفة والفهم - أو الإدراك والتعلم - كسبيل للحياة". المعنى المتعارف عليه لكلمة «غنوستيكوس» في النصوص اليونانية القديمة هو «متعلم» أو «مثقف»، حيث استخدمه أفلاطون في المقارنة بين مصطلحي «عملي» (praktikos) و«مثقف» (gnostikos). يعد استخدام أفلاطون لمصطلح «المتعلم» أمرًا معتادًا إلى حد ما في النصوص القديمة.
استخدمت هذه الصفة أحيانًا في الترجمة السبعينية للكتاب المقدس العبري، ولم تستخدم في العهد الجديد، لكن استخدمها إكليمندس الإسكندري حين تحدث عن المسيحي «المتعلم» (غنوستيكوس) في كثير من الأحيان كأسلوب للمُجاملة. أما ربط كلمة «غنوستيكوس» بالهرطقة، فقد نشأت مع تفسيرات إيرينيئوس. يرى بعض العلماء أن إيرينيئوس استخدم أحيانًا كلمة غنوستيكوس ليعني ببساطة «المثقف». أما مصطلح «الغنوصية» ذاته بمدلوله المعاصر، لم يظهر في المصادر القديمة، حيث صيغ المصطلح لأول مرة في القرن السابع عشر الميلادي على يد هنري مور في تعليقه على الرسائل السبع لسفر الرؤيا، حيث استخدم مور مصطلح الغنوصية لوصف الهرطقة في ثياتيرا. عند صياغته للمصطلح، اختار هنري مور الاسم «الغنوصية» اشتقاقًا من الصفة اليونانية «gnostikos» التي استخدمها إيرينيئوس لوصف مدرسة فالنتينوس حين قال عنهم "الهرطقة المسماة بالمتعلمين".
عربيًا، هناك خلاف حول ترجمة المصطلح إلى العربية، بين مصطلحات «العرفانية» و«المعرفية» و«الغنوصية» و«الروحية» و«الأدرية» و«مذهب العرفان» و«الإدراكية».

## النشأة
أصول الغنوصية غامضة ولا تزال محل نزاع. وصفت الجماعات المسيحية التقليدية المبكرة الغنوصية بالبدعة المسيحية، ولكن وفقًا للعلماء المعاصرين، فإن أصل الغنوصية الديني يرتبط ارتباطًا وثيقًا بالأوساط الطائفية اليهودية والطوائف المسيحية المبكرة. ويزعم بعض العلماء أن الغنوصية لها جذور بوذية، بسبب التشابه في المعتقدات، كما زعم البعض أنها مستوحاة من الزرادشتية. ولكن في النهاية، لا زالت أصولها غير معروفة. مع تطور المسيحية، أصبحت المسيحية أكثر شعبية، في الوقت الذي تطورت فيه أيضًا الغنوصية، حيث غالبًا ما كانت المجموعات المسيحية التقليدية والمجموعات المسيحية الغنوصية متواجدة في الأماكن نفسها. كان المعتقد الغنوصي منتشرًا على نطاق واسع داخل المسيحية، حتى نبذته المجتمعات المسيحية التقليدية المبكرة في القرنين الثاني والثالث الميلاديين، فأصبحت الغنوصية من أولى الفرق التي اعتُبرت فرقًا مهرطقة.
يفضل بعض العلماء الحديث عن "المعرفة" عند الإشارة إلى أفكار القرن الأول الميلادي التي تطورت فيما بعد إلى الغنوصية، ويقصرون مصطلح "الغنوصية" على توليفة الأفكار المتماسكة التي ظهرت في القرن الثاني الميلادي. وفقًا لجيمس روبنسون، لا توجد نصوص غنوصية تُنسب على وجه التأكيد إلى فترة ما قبل المسيحية.

### النشأة اليهودية المسيحية
تتفق الدراسات المعاصرة إلى حد كبير على أن الغنوصية لها أصول يهودية مسيحية نشأت في أواخر القرن الأول الميلادي بين الطوائف اليهودية غير الحاخامية والطوائف المسيحية المبكرة. تقول إثيل درور أنه: «يبدو أن اليهودية غير الأرثوذكسية في الجليل والسامرة قد اتخذت الشكل الذي نسميه الآن الغنوصية، وربما كانت موجودة في وقت ما قبل العصر المسيحي.:xv»
وصف آباء الكنيسة عددًا من رؤساء المدارس الغنوصية بأنهم مسيحيون يهود استخدموا الكلمات العبرية وأسماء الله في اليهودية في تعاليمهم الغنوصية. تأثر الغنوصيون المسيحيون بالأفكار اليهودية حول نشأة الكون. كما وجد غرشوم شوليم آثارًا للتصوف المركافي اليهودي في بعض الوثائق الغنوصية. ويرى غيل كيسبل أن الغنوصية كانت تطورًا يهوديًا مستقلاً نشأ على أيدي يهود الإسكندرية الذين ارتبط فالنتينوس بهم أيضًا.
هناك إشارات عدة حول اليهودية في مخطوطات نجع حمادي، بعضها وجّه انتقادًا عنيفًا للإله اليهودي، حتى أن غيرشوم شوليم وصف ذات مرة الغنوصية بأنها "أعظم حالات معاداة السامية الميتافيزيقية". كما اعتقد ستيفن بايم إنه من الأفضل وصف الغنوصية بأنها معادية لليهودية. تُظهر الأبحاث الحديثة حول أصول الغنوصية تأثيرًا يهوديًا قويًا، خاصة للأدب الهالاخي.
في المسيحية الأولى، ربما كانت تعاليم بولس الطرسوسي ويوحنا الإنجيلي نقطة انطلاق للأفكار الغنوصية، مع التركيز المتزايد على التعارض بين الجسد والروح، وقيمة الكاريزما، وتنحية الشريعة اليهودية. كان الجسد الفاني عندهم ينتمي إلى عالم القوى الدنيوية الأدنى (الأراخنة)، حيث يمكن فقط للروح النجاة والخلود. لذا، اكتسب مصطلح «معرفة الإله» (غنوستيكوس) عندهم أهمية أعمق. كانت الإسكندرية ذات أهمية مركزية في نشأة الغنوصية، حيث كانت الكنيسة المسيحية ذات أصل يهودي مسيحي، لكنها جذبت أيضًا أعضاءً يونانيين، لذا أتيحت لديهم مجالات فكرية مختلفة، مثل نهاية العالم اليهودية، والتكهنات حول الحكمة الإلهية، والفلسفة اليونانية، والديانات الغامضة الهلنستية.
فيما يتعلق بالمسيحية الملائكية عند بعض المسيحيين الأوائل، يقول داريل حنا:
جاء في النص المسيحي المنحول صعود إشعياء وصف ليسوع في هيئة ملائكية في قوله:
وصف العمل الأدبي المسيحي راعي هرمس الذي اعتبره بعض آباء الكنيسة مثل إيرينيئوس كتابًا قانونيًا يسوع في هيئة ملائكية في الرؤية الخامسة، عندما وصف مؤلف السفر ابن الله، بأنه رجل فاضل مملوء بروح مقدسة موجودة منذ القدم.

### تأثيرات الأفلاطونية المحدثة
في ثمانينيات القرن التاسع عشر، ظهرت فكرة ارتباط الغنوصية مع الأفلاطونية المحدثة. زعم أوغو بيانكي، الذي نظم مؤتمر ميسينا سنة 1966م حول أصول الغنوصية، أيضًا وجود أصول أورفية وأفلاطونية للغنوصية. استعار الغنوصيون أفكارًا ومصطلحات مهمة من الأفلاطونية حين استخدموا المفاهيم الفلسفية اليونانية في نصوصهم مثل مفاهيم الأقنوم (الواقع، الوجود)، الأوسيا (الوجود، الجوهر، الكينونة)، والديميورج (الإله الخالق). كما يبدو أن كل من الغنوصية الشيثية والفالنتينية قد تأثروا بمدارس الفكر الأفلاطونية والأفلاطونية الوسطى والفيثاغورية الجديدة [الإنجليزية].  حاول كلا المذهبين "بذل الجهد للتوافق مع أو حتى الانتساب إلى" الفلسفة القديمة المتأخرة، وهو ما رفضه بعض الأفلاطونيين الجدد، بما فيهم أفلوطين.

### الأصول الفارسية
افترضت الأبحاث المبكرة حول أصول الغنوصية وجود أصول أو تأثيرات فارسية امتدت إلى أوروبا، واندمجت مع الأفكار اليهودية. ويعتقد فيلهلم بوسيه (1865–1920)، أن الغنوصية كانت شكلاً من أشكال التوفيق بين المعتقدات الإيرانية ومعتقدات بلاد الرافدين، كما حدّد ريتشارد أوغست رايتزنشتاين (1861–1931) أن أصل الغنوصية يرجع إلى بلاد فارس. حلّل كارستن كولبي فرضية رايتزنشتاين الإيرانية، وانتقدها موضحًا أن العديد من فرضياته لا تصمد أمام المفنّدين.
زعم جيو ويدنغرين (1907-1996) أن الغنوصية المندائية نشأت من تزاوج الأفكار الزورانية المزدكية مع الأفكار الآرامية في بلاد الرافدين. ومع ذلك، يعتقد علماء متخصصون في المندائية أمثال كيرت رودولف ومارك ليدزبارسكي ورودولف ماكوش وإثيل درور وجيمس ماكغراث، وتشارلز هابرل وجورون باكلي وسيناسي جوندوز أن أصل المندائية فلسطيني. رجح معظم هؤلاء العلماء أن المندائيين على الأرجح لديهم علاقة تاريخية مع تلاميذ يوحنا المعمدان المقربين. وجد تشارلز هابرل، وهو أيضًا لغوي متخصص في اللغة المندائية، تأثيرًا فلسطينيًا وسامريًا آراميًا على المندائية، مما دعاه لقبول فكرة وجود تاريخ فلسطيني مشترك للمندائيين مع اليهود.

### أوجه التشابه مع البوذية
في سنة 1966م، بيّن إدوارد كونز، الباحث في البوذية، عن وجود تشابه ظاهري بين الغنوصية والبوذية
في بحثه عن "البوذية والغنوصية" الذي درس فيه الفكرة التي ساقها إسحاق جاكوب شميت. لا تدعم الدراسات الحديثة بأي شكل من الأشكال وجود تأثير للبوذية على النصوص الغنوصية الفالنتينية (حوالي سنة 170م) أو نصوص نجع حمادي (القرن الثالث الميلادي)، وإن كانت إلين باجلز رأت "احتماليته".

## الخصائص

### نشأة الكون
تفترض النصوص السريانية-المصرية وجود إله أعلى بعيد، وهو الموناد. من هذا الإله الأعلى تفيض كائنات إلهية أدنى، تسمى الأيونات [الإنجليزية]، وأن الديميرج أحد الأيونات هو من خلق العالم المادي. وأن هناك عناصر إلهية "سقطت" في العالم المادي، وهي كامنة في البشر. تتحرر هذه العناصر الإلهية "الساقطة" عندما يحصل البشر على المعرفة الإلهية أو الباطنية أو الحدسية.

### الثنائية والأحادية
تفترض المذاهب الغنوصية وجود ثنائية بين الإله والعالم، تتراوح بين "الثنائية المطلقة" كما في المانوية إلى "الثنائية البسيطة" كما في الحركات الغنوصية القديمة. تفترض الثنائية المتطرفة أو الثنائية المطلقة، وجود قوتين إلهيتين متساويتين، بينما في الثنائية البسيطة يكون أحد القوتين أدنى من الآخر بطريقة ما. في الأحادية، قد يكون الكيان الثاني إلهيًا أو شبه إلهي. تعد الغنوصية الفالنتينية شكلًا من أشكال الأحادية المُعبّر عنها بمصطلحات استخدمتها سابقًا المذاهب الثنائية.

### الممارسات الطقوسية والأخلاقية
مال الغنوصيون إلى الزهد، خاصة في ممارساتهم الجنسية والغذائية. في مجالات أخلاقية أخرى، كان الغنوصيون أقل صرامة، حيث اتخذوا نهجًا أكثر اعتدالًا فيما يتعلق بتصحيح السلوك. في المسيحية الأولى العيارية، حدّدت الكنيسة معايير السلوك الصحيح للمسيحيين، بينما في الغنوصية كان الأهم هو الدوافع الداخلية. تصف رسالة بطليموس الغنوصي إلى فلورا الزهد عامةً، بأنه قائم على الميول الأخلاقية للفرد. فمثلًا، لم يكن لممارسة الطقوس نفس قدر أهمية أي ممارسة أخرى، إلا إذا كانت ممارستها تتم بدافع شخصي داخلي.

### التواجد النسائي
من الصعب العثور على نساء حقيقيات مذكورات في المصادر التي توصف بأنها "غنوصية". صُوّرت القلة المذكورة في تلك المصادر على أنها فوضوية، وعاصية، وحتى غامضة. ومع ذلك، وضعت النصوص الغنوصية الهامة مثل مخطوطات نجع حمادي النساء في أدوار القيادة والبطولة، مما يتناقض مع السرد القائل بأن النساء في الأوساط الغنوصية كن مجرد ضحايا لظروفهن. ولا يزال الدور الذي لعبته المرأة في تطور الغنوصية محل دراسة.

## المفاهيم

### الموناد
في معظم الجماعات الغنوصية، يُعرف الإله بالموناد (الواحد). الإله هو المصدر الأعلى للكمال، وتسمى فيوضاته المختلفة الأيونات. وفقًا لهيبوليتوس الرومي، فقد تأثر الغنوصيون بالفيثاغورثيين الذين أطلقوا على أول شيء جاء إلى الوجود اسم الموناد، الذي أوجد الدياد، الذي أوجد الأعداد، التي أوجدت النقطة، التي أوجدت الخطوط، وهكذا.

### البليروما
البليروما (الملأ الأعلى) هو مصطلح يشير شمولية قوى الإله. الملأ الأعلى السماوي هو مركز الحياة الإلهية، وهو منطقة من الضوء "فوق" عالمنا (لا ينبغي فهم المصطلح مكانيًا)، تشغلها كائنات روحية مثل الأيونات (الكائنات الأبدية) وأحيانًا الأراخنة. اعتُبر يسوع أيونًا وسيطًا أُرسل من الملأ الأعلى، وبمساعدته يمكن للبشرية استعادة المعرفة المفقودة بالأصول الإلهية للبشرية. وبالتالي فإن هذا المصطلح أساسيًا حول نشأة الكون في الغنوصية.
يُستخدم مصطلح البليروما أيضًا في اللغة اليونانية العامة، وتستخدمه كنيسة الروم الأرثوذكس بهذا الشكل العام، حيث يظهر المصطلح في الرسالة إلى أهل كولوسي. يميل مؤيدو الرأي القائل بأن بولس الطرطوسي كان في الواقع غنوصيًا، مثل إلين باجلز، ينظرون إلى المصطلح في رسالة أهل كولوسي يجب تفسيره بمعناه الغنوصي.

### الفيض
يعتقد الغنوصيون بأن النور الألهي يفيض تنازليًا عبر سلسلة من المراحل والتدرجات والعوالم والأقانيم ليصبح تدريجيًا أكثر مادية وتجسُّدًا. وبمرور الوقت سيعود أدراجه إلى الواحد، متتبعًا خطواته من خلال المعرفة الروحية والتأمل.

### الأيون
في العديد من الجماعات الغنوصية، تُعد الأيونات فيوضات مختلفة للإله الأعلى أو الموناد. تبدأ بعض النصوص الغنوصية بالأيون المُخنّث باربيلو الكائن الفيضي الأول الذي يتفاعل مع الموناد تفاعلات مختلفة، مما يؤدي إلى فيض أزواج متتالية من الأيونات، غالبًا أزواج من الذكور والإناث تسمى "السيزيج" (المقترنان معًا). يختلف عدد هذه الأزواج من نص إلى نص، رغم أن البعض حدّد عددها بأنه ثلاثين زوجًا. اثنان من أكثر أزواج الأيونات شيوعًا هما المسيح وصوفيا (الحكمة)؛ تشير صوفيا إلى المسيح باعتباره "قرينها" في أحد النصوص الفالنتينية.

### صوفيا
في النصوص الغنوصية، يشير الاسم "صوفيا" (الحكمة) إلى الفيض الأخير للإله، وتتطابق مع روح العالم. بحلول سنة 90م، كانت نقاشات الغنوصية اليهودية حول صوفيا نشطة. في معظم نسخ الأساطير الغنوصية، إن لم يكن كلها، ولدت صوفيا الديميُرج، الذي يؤدي دوره في خلق المادية. تعتمد الصور الإيجابية والسلبية للمادة على تصوير الأسطورة لأفعال صوفيا. توصف صوفيا في هذه الرواية شديدة التحيز للرجال بأنها جامحة وعاصية بسببها أتت الفوضى إلى العالم. فمثلًا كان خلق الديميُرج عملاً تم دون موافقة قرينها، مما ساهم في وصفها بالجامحة والعاصية.
فاضت صوفيا دون قرينها، فنتج عن ذلك الديميُرج،, الذي يشار إليه أيضًا في النصوص الغنوصية باسم "يالدابعوث". أُخفي هذا المخلوق خارج الملأ الأعلى في معزل، وظنًّا منه أنه بمفرده، خلق المادية ومجموعة شركائه الذين يُشار إليهم باسم الأراخنة. كان الديميُرج مسؤولًا عن خلق الإنسان؛ وعن تخبئة عناصر من الملأ الأعلى التي سُرقت من صوفيا داخل أجساد البشر. ردًا على ذلك، فاض الإله بأيونين مُخلّصين، المسيح والروح القدس؛ ومن ثم تجسّد المسيح في صورة يسوع، ليتمكن من تعليم البشر كيفية تحقيق المعرفة، التي يمكنهم من خلالها العودة إلى الملأ الأعلى.

### الديميُرج

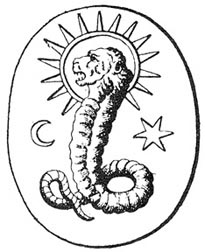
إله بوجه أسد، عُثر عليه في تزيين غنوصي في كتاب "العصور القديمة موضحة وممثلة بالأرقام" لبرنار دي مونتفوكون، قد يكون تصويرًا للديميرج.

مصطلح الديميُرج مشتق من الشكل اللاتيني للمصطلح اليوناني «ديميورجوس» (العامل العامّ أو العامل الماهر). تُسمّى تلك الشخصية أيضًا «يالدابعوث» أو سامائيل (تعني بالآرامية: الإله الأعمى) أو «ساكلاس» (تعني بالسريانية: الأحمق)، لأنه يتجاهل أحيانًا الإله الأعلى، وأحيانًا يُعارضه؛ فيُعتبر في تلك الحالة خبيثًا. من أسمائه الأخرى عند الغنوصيين، أهريمان وإيل والشيطان ويهوه.
خلق الديميُرج الكون المادي والجانب المادي للإنسانية. كما خلق مجموعة من المشاركين له يُسمون الأراخنة الذين يُديرون العالم المادي، وفي بعض الحالات، يمثلون عقبات أمام الأرواح الساعية للصعود منه.
تختلف الأحكام الأخلاقية حول الديميرج من جماعة إلى أخرى ضمن الجماعات الغنوصية المتعددة، حيث تختلف نظرة تلك الجماعات إلى المادية ما إذا كانت شريرة بطبيعتها، أم مجرد معيبة ومفيدة بقدر ما تسمح به المادة المكونة لها.

### الأراخنة
في العصور القديمة المتأخرة، استخدمت بعض الجماعات الغنوصية مصطلح «الأرخن» للإشارة إلى عدد من خدم الديميرج. وفقًا لأوريجانوس في كتابه «ضد سيلسوس»، اعتقدت طائفة تسمى الأوفيتيين [الإنجليزية] في وجود سبعة أراخنة، أولهم يالدابعوث الذي خلق الستة الباقين: أياو، وسابوث، وأدونايوس، وإلايوس، وأستافانوس، وهورايوس. كان ليالدابعوث رأس أسد.

### مفاهيم أخرى
من المفاهيم الأخرى في الغنوصية:
- الساركيك [الإنجليزية] - الأرضي، المختبئ، الجاهل، غير المطلع. أدنى مستوى من الفكر البشري؛ المستوى الجسدي الغريزي للتفكير.
- الهيليك – أدنى مراتب البشر الثلاثة. غير القادرين على الخلاص لأن تفكيرهم مادي تمامًا، وهم غير قادرين على فهم المعرفة.
- السايكيك - "الوسيط الروحي". أرواح تسكن المادة.
- الهوائي [الإنجليزية] - "الروحي"، أرواح مكتملة وغير مادية، تهرب من عذاب العالم المادي عن طريق المعرفة.
- الكينوما [الإنجليزية] – الكون المرئي أو الظاهر، وهو أدنى من الملأ الأعلى (البليروما).
- الكاريزما – الهدية أو الطاقة التي تمتلكها الأرواح من خلال التعليم الشفهي واللقاءات الشخصية.
- اللوغوس – مبدأ الترتيب الإلهي للكون؛ وهي تتجسد في المسيح. انظر أيضًا القوة الأودية.
- الأقنوم - معناه الحرفي "ما يقع تحت" الحقيقة الداخلية، أو فيض (ظهور) الإله، ويعرفه الوسطاء الروحيون.
- الأوسيا – جوهر الإله، الذي يعرفه الوسطاء الروحانيون، وهو أشياء أو أفراد محدّدون.

## يسوع، المُخلّص الغنوصي
اعتقد بعض الغنوصين أن يسوع تجسيد للإله الأسمى الذي تجسد ليجلب المعرفة إلى الأرض،  بينما نفت فئة من الغنوصيين بشدة أن الإله الأسمى جاء في الجسد، زاعمين أن يسوع مجرد إنسان نال الاستنارة من خلال المعرفة، وعلّم تلاميذه أن يفعلوا الشيء نفسه. واعتقدت فئة ثالثة أن يسوع كان إلهيًا، وأنه لم يكن لديه جسد مادي، كما كان يعتقد الدوسيتيين. أما المندائيون، فقد اعتبروا يسوع مسيحًا كاذبًا [الإنجليزية] حيث حرّف التعاليم التي عهد بها إليه يوحنا المعمدان. حدّدت نصوص أخرى ماني مؤسس المانوية وشيث الابن الثالث لآدم وحواء، كشخصيتين مُخلّصتين.

## التطور
يمكن تمييز ثلاث فترات في تطور الغنوصية:
- نهاية القرن الأول الميلادي وأوائل القرن الثاني الميلادي: تطور الأفكار الغنوصية تزامُنًا مع كتابة العهد الجديد.
- منتصف القرن الثاني الميلادي إلى أوائل القرن الثالث الميلادي: ذروة عصر المعلمين الغنوصيين القدامى ومذاهبهم، "الذين زعموا أن مذاهبهم تمثل الحقيقة الداخلية التي كشف عنها يسوع".[95]
- نهاية القرن الثاني الميلادي إلى القرن الرابع الميلادي: رد فعل الكنيسة الأرثوذكسية المبكرة وإدانتها للغنوصية باعتبارها هرطقة، ثم انحدار الغنوصية.

خلال الفترة الأولى، ظهرت ثلاثة أنواع من النصوص الغنوصية:
- أُعيد تفسير سفر التكوين في الأوساط اليهودية، حيث تغيرت النظرة إلى يهوه على أنه إله غيور يستعبد الناس؛ لذا من الواجب الفكاك منه.
- تطورت نصوص الحكمة، حيث فُسّرت أقوال يسوع على أنها تحوي حكمة باطنية، حيث يمكن للروح أن تتألّه من خلال التمازج مع الحكمة.[95][يح] ربما أُدخلت بعض أقوال يسوع في الأناجيل لوضع حد لهذا التطور. ربما تكون الصراعات الموصوفة في الرسالة الأولى إلى أهل كورنثوس مستوحاة من الصدام بين نصوص الحكمة تلك وبين روايات بولس عن الصلب والقيامة.[95]
- تطورت قصة أسطورية حول نزول مخلوق سماوي ليكشف عن العالم الإلهي باعتباره الموطن الحقيقي للبشر.[95] ونظرت المسيحية اليهودية إلى المسيح، على أنه "مظهر أبدي لطبيعة الإله الخفية، "روحه" و"حقيقته"، الذي كشف عن نفسه عبر التاريخ المقدس".[40]

امتدت الحركة الغنوصية إلى المناطق التي سيطرت عليها الإمبراطورية الرومانية والقوط الآريوسيين، وفي الإمبراطورية الفرثية. واستمرت في التطور في منطقة البحر المتوسط والشرق الأوسط قبل وأثناء القرنين الثاني والثالث الميلاديين، ولكن بدأت في الانحدار خلال القرن الثالث الميلادي أيضًا، بسبب النفور المتزايد من كنيسة نيقية، والتدهور الاقتصادي والثقافي للإمبراطورية الرومانية. أدى التحول إلى الإسلام، والحملة الصليبية على الكثار (1209–1229م)، إلى انخفاض كبير في العدد المتبقي من الغنوصيين خلال العصور الوسطى، وإن كان لا يزال هناك مجتمعات مندائية إلى اليوم في العراق وإيران وفي الشتات. أثّرت الأفكار الغنوصية والغنوصية الزائفة في بعض فلسفات الحركات الصوفية الباطنية المختلفة في القرنين التاسع عشر والعشرين الميلاديين في أوروبا وأمريكا الشمالية، بما في ذلك بعض الفلسفات التي تعرّف نفسها صراحةً على أنها إحياء أو حتى استمرار للمجموعات الغنوصية القديمة.

## العلاقة مع المسيحية الأولى

### الأرثوذكسية والهرطقات
اعتبر علماء الهرطقة المسيحيون، وأبرزهم إيرينيئوس، أن الغنوصية هرطقة مسيحية. تشير الأبحاث الحديثة إلى أن المسيحية الأولى كانت متنوعة، وأن العقيدة المسيحية لم تستقر إلا في القرن الرابع الميلادي، عندما تراجعت الإمبراطورية الرومانية وفقدت الغنوصية تأثيرها. تشارك الغنوصيون والمسيحيون الأرثوذكس الأوائل بعض المصطلحات. وفي البداية، كان من الصعب التمييز بينهما.
وفقًا لوالتر بوير، ربما كانت "الهرطقات" هي الشكل الأصلي للمسيحية في العديد من المناطق. تطورت تلك الفكرة بشكل أكبر عند إلين باجلز التي زعمت أن «الكنيسة الأرثوذكسية الأولى وجدت نفسها في مناقشات مع المسيحيين الغنوصيين، مما دعاهم إلى تثبيت معتقداتهم الخاصة». وفقًا لجيل كيسبل، نشأت الكاثوليكية ردًا على الغنوصية، ووضع ضمانات في شكل الأسقفية الملكية والعقيدة وتقنين الكتاب المقدس.

### يسوع التاريخي
احتوت نصوص الحركات الغنوصية على معلومات عن يسوع التاريخي، إذ احتفظت بعض تلك النصوص بأقوال له تتشابه مع أقواله في الأسفار القانونية. لعل أبرز تلك النصوص، إنجيل توما الذي يحتوي على قدر كبير من الأقوال المشابهة. ومع ذلك، فإن الاختلاف المذهل بينهما جاء في أن الأقوال القانونية تركز على نهاية الزمان القادمة، بينما تركز أقوال توما على ملكوت السماوات الموجود هنا بالفعل، وليس عن حدث مستقبلي. أرجع هيلموت كويستر سبب ذلك إلى أن أقوال توما أقدم، مما يعني أنه في الأشكال الأولى للمسيحية، كان يُنظر إلى يسوع على أنه معلمًا للحكمة. تنص فرضية بديلة على أن مؤلفي إنجيل توما كتبوه في القرن الثاني الميلادي، فغيروا الأقوال الموجودة وحذفوا المخاوف المتعلقة بنهاية العالم. وفقًا لأبريل ديكونيك، حدث مثل هذا التغيير عندما لم يأت وقت النهاية، وتحولت الرواية التوماوية نحو "لاهوت جديد للتصوف" و"التزام لاهوتي بمملكة السماء الحاضرة بالكامل هنا والآن، حيث بلغت كنيستهم المكانة الإلهية لآدم وحواء قبل الهبوط".

### الأدب اليوحناوي
تصف مقدمة إنجيل يوحنا اللوغوس المتجسد في شخص يسوع الذي هو النور الذي جاء إلى الأرض. يحتوي أبوكريفون يوحنا على مخطط لثلاثة هبوطات من العالم السماوي، ثالثها كان يسوع، تمامًا كما في إنجيل يوحنا. ربما تشير أوجه التشابه إلى وجود علاقة بين الأفكار الغنوصية والمجتمع اليوحناوي. وفقًا لريموند براون، يُظهر إنجيل يوحنا "تطور بعض الأفكار الغنوصية، وخاصة اعتبارهم المسيح مُلهمًا سماويًا، وتأكيدهم على فكرة النور في مواجهة الظلام، والعداء ضد اليهود." تكشف الكتابات اليوحناوية عن وجود نقاشات حول أسطورة المخلص. وتظهر رسائل يوحنا أن هناك تفسيرات مختلفة لقصة الإنجيل، وربما ساهمت التصويرات اليوحناوية في الأفكار الغنوصية حول يسوع في القرن الثاني الميلادي باعتباره الفادي الذي نزل من السماء. وفقًا لديكونيك، يُظهر إنجيل يوحنا "نظامًا انتقاليًا من المسيحية الأولى إلى المعتقدات الغنوصية من خلال نشأة فكرة وجود إله يسمو عن عالمنا"، وأن إنجيل يوحنا أظهر تشعبًا لفكرة الإله اليهودي إلى الآب السماوي وأب اليهود، "أبو الشيطان" (استخدمت معظم الترجمات عبارة "أبوكم الشيطان")، والتي ربما تطورت إلى فكرة الموناد والديميُرغ الغنوصية.

### بولس والغنوصية
سمّى ترتليان بولس باسم "رسول الهراطقة"، لأن كتابات بولس كانت جاذبة للغنوصيين، وتُفسّر بطريقة غنوصية، بينما وجده المسيحيون اليهود منحرفًا عن الجذور اليهودية للمسيحية. في الرسالة الأولى إلى أهل كورنثوس 8: 10، أشار بولس إلى بعض أعضاء الكنيسة الذي " له علم". يقول جيمس دان أنه في بعض الحالات، أكد بولس وجهات نظر كانت أقرب إلى الغنوصية منها إلى المسيحية الأرثوذكسية الأولى.
وفقًا لكليمندس السكندري، فإن تلاميذ فالانتينوس الغنوصي قالوا أن فالانتينوس كان تلميذًا لثيوداس الذي كان تلميذًا لبولس، وتشير إلين باجلز إلى أن فالانتينوس فسّر رسائل بولس بطريقة غنوصية، وأنه بإلامكان اعتبار بولس أصلًا للغنوصية [الإنجليزية] بالإضافة إلى كونه أصلًا للكاثوليكية. تعتبر العديد من نصوص نجع حمادي مثل صلاة بولس ورؤيا بولس القبطية، بولس "رسولًا عظيمًا". وقد نالت فكرة إدعائه أنه تلقى إنجيله عن طريق وحي مباشر من الله استحسان الغنوصيين، حيث إدعى بولس "المعرفة" من المسيح القائم. أشار النحشيون والقايينيون والفالنتينيون في كتاباتهم إلى رسائل بولس. استفاض تيموثي فريك وبيتر غاندي في كتابهم في الحديث على فكرة أن بولس كان معلمًا غنوصيًا؛ إلا أن فرضيتهم القائلة بأن يسوع اخترعه المسيحيون الأوائل بناءً على عبادة غامضة يونانية رومانية، لم تلق قبول العلماء. وبصفة عامة، لم تكن صفة وحي بولس، مشابهة لفكرة الوحي عند الغنوصيين.

## الجماعات الرئيسية

### الغنوصية اليهودية الإسرائيلية
على الرغم من تأسيس الألكسية والمندائية عامةً في بلاد الرافدين، إلا أن أصولها كانت على الأغلب يهودية-إسرائيلية ظهرت في غور الأردن.

#### الألكسية
كانت الألكسية طائفة معمودية يهودية مسيحية نشأت في شرق الأردن، ونشطت بين سنتي 100م-400م. كان أعضاء هذه الطائفة يقومون بمعموديات متكررة للتطهير، وكان لديهم نزعة غنوصية.:123 ونُسبت طائفتهم إلى اسم زعيمهم إلكساي. وفقًا لجوزيف لايتفوت، فإن إبيفانيوس السلاميسي أحد آباء الكنيسة (الذي كتب في القرن الرابع الميلادي)، اعتبر إلكساي نبيًا في أحد المجموعتين الرئيسيتين داخل الإسينيين الذي سمّاهم «الأوسيانيين»، حيث قال: «من الذين جاءوا قبل زمنه [إلكساي (النبي الأوسياني) وفي زمانه، الأوسيانيون والناصريون».

#### المندائية

صلاة مندائية أثناء التعميد.

تُعد المندائية ديانة غنوصية توحيدية وعرقية.:4 المندائيون هم مجموعة عرقية دينية يتحدثون لهجة من الآرامية الشرقية تُعرف باسم المندائية، ويُعدّون الغنوصيون الوحيدون الباقون من العصور القديمة. في البداية، مارس المندائيون ديانتهم حول أحواض أنهار كارون السفلي والفرات ودجلة والأنهار التي تحيط بممر شط العرب المائي، أي في جنوب العراق وفي محافظة خوزستان في إيران. لا يزال هناك أعداد قليلة من المندائيين في أجزاء من جنوب العراق ومحافظة خوزستان الإيرانية، ويُعتقد أن هناك ما بين 60,000 إلى 70,000 مندائي حول العالم.
يأتي اسم "المندائيين" من الكلمة الآرامية ماندا والتي تعني المعرفة. يُعد يوحنا المعمدان الشخصية الرئيسية في تلك الديانة التي تُركّز على المعمودية ضمن معتقداتهم الأساسية، وهم يعتبرون أن يوحنا المعمدان كان ناصورائيًا مندائيًا،:3 ويعتبرونه معلمهم الأعظم والأخير. وفقًا ناثانيال دويتش، فإن النصوص المندائية هي انعكاس للنصوص الحاخامية والغنوصية. يُقدّس المندائيون آدم وهابيل وشيث وأنوش ونوح وسام وآرام، وبصفة خاصة يوحنا المعمدان. لا تزال كميات كبيرة من الكتب المندائية الأصلية المكتوبة باللغة الآرامية المندائية باقية حتى اليوم. يُعرف الكتاب المقدس الأكثر أهمية باسم كنزا ربا، ويحتوي على أجزاء حدّد بعض العلماء زمن نسخها بأنه في وقت مبكر من القرنين الثاني والثالث الميلاديين، وأرجعها آخرون مثل س. ف. دونلاب إلى القرن الأول الميلادي. ومن كتبهم أيضًا، كتاب القلستا أو كتاب الصلاة القانوني، وسدرة يحيى وكتب مقدسة أخرى.
يعتقد المندائيون أن هناك معركة أو صراع مستمر بين قوى الخير والشر. تتمثل قوى الخير في صورة نهورا (النور) ومايا حي (الماء الحي)، وتتمثل قوى الشر في صورة هشوقا (الظلام) ومايا طهمي (المياه الميتة أو الفاسدة). يمتزج الماءان في كل شيء ليحصل التوازن. كما يؤمن المندائيون أيضًا بالحياة الآخرة أو الجنة التي تسمى ألما د-نهورا (عالم النور). يحكم عالم النور إله أعلى، يُعرف باسم حي ربي (الحياة العظيمة أو الإله الحي العظيم)، كما يعتقدون أن هناك عددًا لا يحصى من الأوثرا (الملائكة أو الأوصياء)،:8 وهم من نور، يحيطون ويمجّدون الإله ويكرمونه، ويسكنون عوالم منفصلة عن عالم النور، ويعتقدون أن بعضهم فيوضات إلهية تخضع للإله الأعلى المعروف أيضًا باسم "الحياة الأولى"، وتشمل أسمائهم الحياة الثانية والثالثة والرابعة (على الترتيب يوشامين وأباثور وبثاهيل).:8
يعتقد المندائيون أيضًا أن كرون هو حاكم عالم الظلام الذي يتكون من المياه المظلمة التي تمثل الفوضى. المدافع الرئيسي عن عالم الظلام هو وحش عملاق، أو تنين، يُدعى أور، كما تسكن حاكمة شريرة في العالم المظلم، تُدعى روهة. ويعتقدون أيضًا أن هناك حكام حاقدين خلقوا ذرية شيطانية، يعتبرون أنفسهم أصحاب الكواكب السبعة والأبراج الاثني عشر. وفقًا للمعتقدات المندائية، فإن العالم المادي هو مزيج من النور والظلام أنشأه بثاهيل الذي يلعب دور الديميرج بمساعدة من قوى الظلام مثل روهة. ويعتقدون أن جسد آدم (أول إنسان خلقه الله في المعتقد الإبراهيمي) صمّمه هؤلاء الكائنات الظلامية، أما روحه (أو عقله) فقد خلقه النور مباشرةً. لذا، يعتقدون أن الروح قادرة على الخلاص لأنها تنبع من عالم النور. يُشار إلى الروح أحيانًا باسم آدم كاسيا (آدم الداخلي) التي هي في حاجة ماسة إلى من ينقذها من الظلام، حتى تتمكن من الصعود إلى عالم النور السماوي.
تُعد المعمودية من الأمور الرئيسية في المندائية، حيث يعتقدون أنها ضرورية لخلاص الروح. لا يقوم المندائيون بمعمودية واحدة، كما هو الحال في الديانات مثل المسيحية؛ بل ينظرون إلى المعمودية كطقس قادر على تقريب النفس من الخلاص. لذا، يتعمّد المندائيون بشكل متكرر خلال حياتهم.
يعتقد جورون باكلي وغيره من العلماء المتخصصين في المندائية أن المندائيين نشأوا منذ حوالي ألفي عام في منطقة فلسطين، ثم انتقلوا شرقًا بسبب الاضطهاد. بينما يزعم آخرون أن أصلهم من جنوب غرب بلاد الرافدين. ويرى بعض العلماء أن المندائية قديمة وتعود إلى عصور ما قبل المسيحية. كما يؤكد المندائيون أن دينهم يسبق اليهودية والمسيحية والإسلام كعقيدة توحيدية، وهم يعتقدون أنهم ينحدرون مباشرة من سام بن نوح، :182 وأنهم أحفاد تلاميذ يوحنا المعمدان الأصليين.
بسبب إعادة الصياغة والترجمات الحرفية من الأصول المندائية لمزامير توما، هناك اعتقاد سائد الآن أن وجود الديانة المندائية قبل المانوية هو الأكثر ترجيحًا.:IX كما اعتمد الفالنتينيون صيغة المعمودية المندائية في طقوسهم في القرن الثاني الميلادي. ويرى بيرغر بيرسون أن الأختام الخمسة الشيثية هي إشارة لطقوس الغمر الخماسي في الماء في المسبوطا المندائية. ويعتقد جورون باكلي أن الأدب الغنوصي الشيثي اعتمد على إيديولوجية المعمودية المندائية.
بالإضافة إلى قبوله لفكرة الأصل اليهودي أو الإسرائيلي للمندائية، يقول باكلي: «ربما كان المندائيون مخترعو - أو على الأقل مساهمين في تطوير - الغنوصية... فقد أنتجوا أكثر الأدب الغنوصي الذي نعرفه، بلغة واحدة... مما أثر على تطور الغنوصية، والمجموعات الدينية الغنوصية الأخرى في العصور القديمة المتأخرة [مثل المانوية والفالنتينية].»

#### الطوائف السامرية المعمدانية
وفقًا لألدو ماغريس، كانت الطوائف السامرية المعمدانية من أتباع يوحنا المعمدان، وكانت إحدى تلك الطوائف يرأسها دوسيثيوس وسمعان المجوسي وميناندر الغنوصي. أمنت تلك الطائفة بفكرة أن العالم خلقه ملائكة مجهولون. واعتقدوا بأن طقوس معموديتهم تزيل عواقب الخطيئة، وتخلّد أرواحهم بعد التغلب على الموت الطبيعي، الذي يسبّبه هؤلاء الملائكة. كان يُنظر لقادة هذه الطائفة على أنهم "تجسيد لقوة الإله، أو روحه، أو حكمته، وباعتبارهم المُخلّصون الموُحى لهم بالمعرفة الحقيقية.
تحلّق السمعانيون حول سمعان المجوسي، الساحر الذي عمّده فيلبس، ووبخه بطرس في سفر أعمال الرسل 8، والذي كان يُنظر إليه في المسيحية المبكرة كمثال للمعلم الكاذب. ربما كانت إشارات يوستينوس الشهيد وإيرينيئوس وغيرهم للعلاقة بين المدارس في عصرهم مع شخصيته المذكورة في أعمال الرسل خيالية، مثل العديد من القصص المرتبطة به من الأسفار المنحولة. وقد ذكر يوستينوس أن ميناندر الأنطاكي كان تلميذًا لسمعان المجوسي. وبالنسبة الى هيبوليتوس الرومي، فقد كان يرى أن السمعانية هي شكل سابق للعقيدة الفالنتينية.
كان القوقيون جماعة اتبعت نوعًا من الغنوصية السامرية والإيرانية في أربيل في القرن الثاني الميلادي وما جاورها في شمال العراق. سميت الطائفة على اسم مؤسسها قوق، المعروف باسم الخزّاف. انتشرت أيديولوجية القوقيين في الرها وسوريا في القرن الثاني الميلادي. تشبّث القوقيون بالكتاب المقدس العبري، وأدخلوا تغييرات على العهد الجديد، وكانت معتقداتهم انتقائية، وتضم مواد من اليهودية والمسيحية والوثنية والتنجيم والغنوصية.

### الغنوصية السريانية المصرية
تشمل الغنوصية السريانية-المصرية الشيثية والفالنتينية، والبازيليدية، والنصوص التوماسية والغنوصية الثعبانية، بالإضافة إلى عدد من المجموعات الصغيرة الأخرى والكُتّاب. وتعتبر الهرمسية أيضًا نصًا غنوصيًا غربيًا، على الرغم من اختلاف هذه المجموعات الأخرى حول أخذ هذا النص في الاعتبار. استمدت المدرسة السريانية المصرية الكثير من لأفكارها من التأثيرات الأفلاطونية. فاعتبرت الخلق نتيجة لسلسلة من الفيوضات من مصدر أول وواحد، مما أدى في النهاية إلى خلق الكون المادي. تميل هذه المدرسة إلى النظر إلى الشر في صورته المادية التي يكون فيها أدنى بصورة ملحوظة من الخير، وافتقاره للبصيرة الروحية، لذا فهما لا يتساويان في القوة.
استخدمت العديد من هذه الحركات نصوصًا ترتبط بالمسيحية، حيث عرّف البعض أنفسهم على أنهم مسيحيون على وجه التحديد، على الرغم من اختلافهم تمامًا عن الاعتقادات الأرثوذكسية أو الرومانية الكاثوليكية. زعمت تلك المدارس أن يسوع والعديد من تلاميذه مثل توما هم من أسسوا الغنوصية التوماسية، ويُبجّلون مريم المجدلية التي يعتقدون أنها زعيمة معرفية تتفوق على الرسل الاثني عشر في بعض النصوص الغنوصية مثل إنجيل مريم. كما زعم بعض المفسرين الغنوصيين أن يوحنا الإنجيلي غنوصيًا، وكذلك الحال أيضًا مع بولس الطرسوسي. أغلب مؤلفات هذه الطوائف نعرفها من خلال مخطوطات نجع حمادي.

#### الشيثية الباربيلوية
كانت الشيثية واحدة من التيارات الرئيسية للغنوصية خلال القرنين الثاني والثالث الميلاديين، وأنها أول نماذج الغنوصية بحسب اعتقاد إيرينيئوس. تنسب الشيثية معرفتها إلى شيث الابن الثالث لآدم وحواء، ونوريا زوجة نوح، التي تلعب أيضًا دورًا في المندائية والمانوية. كتابهم الرئيسي هو سفر يوحنا السري الذي لا يحتوي على مواد مسيحية، وهو عبارة عن مزيج من نصين أسطوريين سابقين. تظهر تلك النصوص السابقة مثل نهاية العالم لآدم علامات ترجّح عودة النص إلى ما قبل المسيحية، وهو يركّز على شيث الابن الثالث لآدم وحواء. استمر النصوص الشيثية التالية في التفاعل مع الأفلاطونية. اعتمدت نصوص شيثية مثل زوستريانوس وألوجينيس على نصوص شيثية أقدم، لكنها استخدمت كمية كبيرة من المفاهيم الفلسفية المستمدة من الأفلاطونية المعاصرة لها (أي الأفلاطونية الوسطى المتأخرة) دون وجود أي آثار لمحتوى مسيحي.
وفقًا جون تيرنر، فإن الباحثين الألمان والأمريكيين ينظرون إلى الشيثية على أنها "ظاهرة يهودية داخلية بشكل واضح، وإن كانت توفيقية وهرطقية"، بينما يميل الباحثون البريطانيون والفرنسيون إلى اعتبار الشيثية "شكلًا من أشكال الهرطقة المسيحية المُحتملة". يشير رويلوف فان دن بروك إلى أن الشيثية ربما لم تكن أبدًا حركة دينية منفصلة، وأن المصطلح يشير بالأحرى إلى مجموعة من الموضوعات الأسطورية التي تظهر في نصوص مختلفة. وفقًا لكارل سميث، ربما بدأت الشيثية كنص قبل المسيحية، وربما كانت عبادة توفيقية بين الأفلاطونية والمسيحية الناشئة. ويعتقد تيمبوريني وفوغت وهاسي، أنه قد يكون الشيثيون الأوائل متطابقين أو مرتبطين بالناصريين أو الأوفيين أو المجموعات الطائفية التي أطلق عليها فيلو اسم الهراطقة.
وفقًا لتيرنر، تأثرت الشيثية بالمسيحية والأفلاطونية الوسطى، ونشأت في القرن الثاني الميلادي كاندماج لمجموعة معمودية يهودية يُطلق عليهم اسم الباربيلويين، المنسوبة إلى باربيلو أول فيوضات الإله الأعلى، ومجموعة من مفسري الكتاب المقدس المدعوين بالشيثيين. وفي نهاية القرن الثاني الميلادي، انفصلت الديانة الشيثية عن المسيحية التقليدية الناشئة، التي رفضت وجهة نظر الشيثيين الدوسيتية حول المسيح. في أوائل القرن الثالث الميلادي، رُفض المذهب الشيثي بكامله من قبل علماء الهرطقة المسيحيين، حيث تحوّلت الشيثية نحو الممارسات التأملية الأفلاطونية، وفقدت الاهتمام بأصولها الأولى. وفي أواخر القرن الثالث الميلادي، هوجمت الشيثية من قبل الأفلاطونيين الجدد مثل أفلوطين، وأصبحت الشيثية بعيدة عن الأفلاطونية. في أوائل القرن الرابع الميلادي إلى منتصفه، انقسمت الشيثية إلى مجموعات طائفية غنوصية مختلفة مثل الأرخنيين والأوديين والبوربوريين والفيبيونيين، وربما الستراتيوتيسيين، والسكونديين. بقيت بعض هذه المجموعات حتى العصور الوسطى.

#### الفالنتينية
سُميت الفالنتينية نسبةً إلى مؤسسها فالنتينوس (ق. 100م– ق. 180م)، الذي كان مرشحًا لأن يكون أسقف روما، لكنه أنشأ مجموعته الخاصة عندما تم اختيار مرشح آخر. ازدهرت الفالنتينية بعد منتصف القرن الثاني الميلادي. اشتهرت هذه المدرسة، وامتدت إلى شمال غرب أفريقيا ومصر، وعبر آسيا الصغرى وسوريا شرقًا. عندما ذكر إيرينيوس فالنتينوس قرن اسمه دوما بلقب الغنوصي. كانت الفالنتينية مذهبًا نابضًا بالحياة الفكرية، ذات الفكر الغنوصي المُكثّف. أفاض تلاميذ فالنتينوس في الحديث عن تعاليمه ونصوصه. ويُعتقد أن الغنوصية الفالنتينية آمنت بالأحادية بدلًا من الثنائية. كانت الأساطير الفالنتينية، لا تُرجع سبب العيوب المادية في الخلق إلى أي فشل من جانب الديميرج، وإنما لكون الديميرج أقل كمالًا من الكيان الأعلى الذي فاض منه. كما كان الفالنتينيون يتعاملون مع الواقع المادي بازدراء أقل من المجموعات الغنوصية الأخرى.
حاول الفالنتينيون تفسير رسائل تلاميذ المسيح بشكل منهجي، زاعمين أن معظم المسيحيين ارتكبوا خطأ بقرائتهم الرسائل حرفيًا، وليس مجازيًا. فسّر الفالنتينيون أن الصراع بين اليهود والأمم في الرسالة إلى أهل روما بأنها إشارة مشفرة إلى الاختلافات بين الوسطاء الروحانيون (الأشخاص الذين هم روحانيون جزئيًا ولكنهم لم يحققوا بعد الانفصال عن الجسدانية) والهوائيين (الأشخاص الروحيون تمامًا). زعم الفالنتينيون بأن مثل هذه الإشارات كانت متأصلة في الغنوصية، حيث أن السرية مهمة لضمان التقدم السليم نحو الفهم الداخلي الحقيقي.
وفقًا لبنتلي لايتون، فإن الغنوصية التقليدية ومدرسة توما سبقتا وأثرتا على التطور الفالنتيني، الذي وصفه لايتون بالمُصلح الغنوصي العظيم والنقطة المحورية للتطور الغنوصي. كما اعتقد لايتون أنه أثناء وجود فالنتينوس في الإسكندرية، حيث ولد، ربما كان على اتصال بالمعلم الغنوصي بازيليد، وربما تأثر به. وضع سيمون بيتريمنت وهو يُحاجج حول الأصل المسيحي للغنوصية، فالنتينوس بعد بازيليد، ولكن قبل الشيثيين. صنّف بيتريمنت فالنتينوس بأنه كان معتدلًا في معاداته لليهودية مقارنة بالمعلمين الهيلينيين الأوائل.

#### البازيليديون
تأسست طائفة البازيليديين على يد بازيليدس السكندري في القرن الثاني الميلادي. ادعى بازيليدس أنه تعلم مذاهبه على يد جلوكوس أحد تلاميذ بطرس، ولكن من الممكن أيضًا أنه كان تلميذًا لميناندر الغنوصي. ظلت البازيليدية حتى نهاية القرن الرابع الميلادي حيث ذكر إبيفانيوس البازيليديين الذين يعيشون في دلتا النيل.

#### النصوص التوماسية
تُنسب النصوص التوماسية إلى توما الرسول، وهي ترنيمة اللؤلؤ وإنجيل توما وإنجيل الطفولة لتوما وسفر أعمال توما وسفر توما المزعوم ومزامير توما ونهاية العالم لتوما. تشير كارين كينج إلى أن اعتبار الغنوصية التوماسية كفرع منفصل مسألة خاضعة للنقد، وقد "لا تصمد أمام التدقيق العلمي”.

#### مرقيون
كان مرقيون قائدًا كنيسًا من سينوب، وقد بشّر في روما حوالي سنة 150م، لكنه طُرد وأنشأ رعيته الخاصة، والتي انتشرت في جميع أنحاء البحر المتوسط. رفض مرقيون العهد القديم، واتبع قانونًا مسيحيًا محدودًا، والذي تضمن فقط نسخة مُنقّحة من إنجيل لوقا، وعشر رسائل مُنقّحة لبولس. لا يعتبره بعض العلماء مرقيون غنوصيًا، غير أن تعاليمه تشبه بشكل واضح بعض التعاليم الغنوصية. كان مرقيون يرى بوجود فرق جذري بين إله العهد القديم، الديميرج، "الخالق الشرير للكون المادي"، والإله الأعلى، "الإله الروحي المحب الذي هو أبو يسوع"، الذي أرسل يسوع إلى الأرض لتحرير الإنسان من طغيان الشريعة اليهودية. زعم مرقيون مثله مثل الغنوصيين بأن يسوع كان في الأساس روحًا إلهيًا تظهر للرجال في شكل إنساني، وليس شخصًا في جسد مادي حقيقي. ورأى مرقيون أن الآب السماوي (أبو يسوع المسيح) كان إلهًا غريبًا تمامًا؛ ولم يكن له أي دور في خلق العالم، ولا علاقة له به.

#### جماعات غنوصية أخرى
- الغنوصيون الثعبانيون. أعطى النحشيون والأوفيتيون والثعبانيون أهمية لرمزية الثعابين، ولعب التعامل مع الثعابين دورًا في احتفالاتهم.[170]
- أسس سيرينثوس (حوالي سنة 100م) مدرسة ذات أفكار غنوصية. كالغنوصيين، اعتقد سيرينثوس أن المسيح روح سماوية منفصلة عن يسوع الإنسان، واعتبر الديميرج خالقًا للعالم المادي. لكنه خالف الغنوصيين، حيث أمر سيرينثوس أتباعه بأن يلتزموا بالشريعة اليهودية؛ وكان يعتبر الديميرج مقدسًا، وليس متواضعًا؛ وكان يبشّر بالمجيء الثاني. وكانت غنوصيته تعليمًا سريًا منسوبًا إلى أحد التلاميذ. ويعتقد بعض العلماء أن رسالة يوحنا الأولى كتبت ردًا على سيرينثوس.[173]
- سُمّي القايينيين بهذا الاسم لأن هيبوليتوس الرومي زعم أنهم عبدوا قايين وعيسو وقورح والسدوميين. لا يُعرف الكثير عن طبيعة هذه المجموعة. إدعى هيبوليتوس أنهم يعتقدون أن الانغماس في الخطيئة هو مفتاح الخلاص لأنه بما أن الجسد شرير، فيجب على المرء أن يدنسه من خلال الفجور. ولا يشير اسمهم إلى انحدار أتباع هذه الجماعة من نسل قايين.[174]
- الكاربوقراطيون : طائفة متحررة تتبع فقط إنجيل العبرانيين.[175]
- مدرسة يوستينوس : هي مدرسة دمجت الأفكار الغنوصية مع الديانة الإغريقية.[176]
- البوبوريون [الإنجليزية] : طائفة غنوصية متحررة، يُقال أنها تنحدر من النيقوليين [الإنجليزية].[177]

### الغنوصية الفارسية
تمثل المدارس الفارسية التي ظهرت في مقاطعة أشورستان الساسانية الفارسية، والتي أنتجت كتاباتها في الأصل باللهجات الآرامية الشرقية المستخدمة في بلاد الرافدين، ما يُعتقد أنه من بين أقدم أشكال الفكر الغنوصي. يعتبر معظم هذه الحركات ديانات في حد ذاتها، وليست منبثقة عن المسيحية أو اليهودية.

#### المانوية

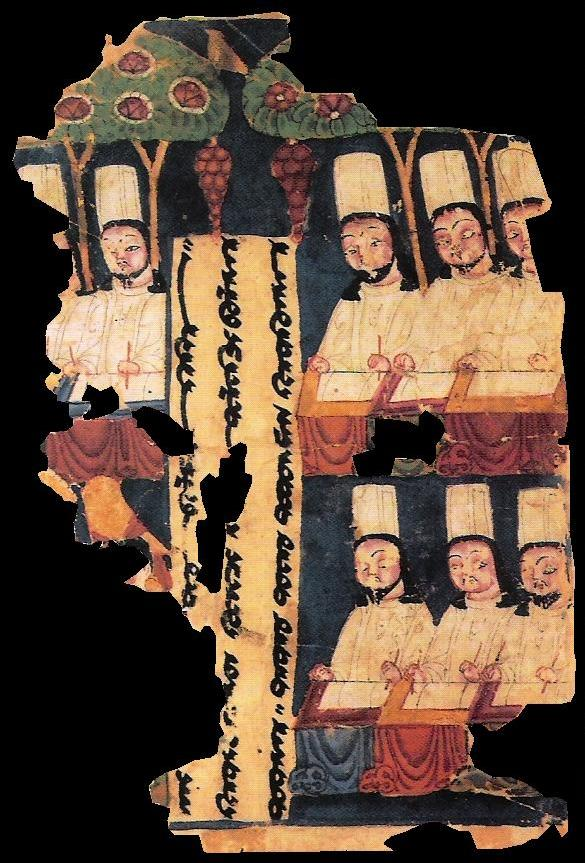
كتبة مانويون يكتبون على مكاتبهم، مع لوح منقوش عليه باللغة الصغدية. مخطوطة من قوشو في حوض تاريم.

تأسست المانوية على يد ماني. كان والد ماني عضوًا في الطائفة المسيحية اليهودية الألكسيين، وهي مجموعة فرعية من الإبيونيين. في عمر 12 و24 عامًا، شاهد ماني رؤى عن "التوأم السماوي"، دعته لترك طائفة والده والتبشير برسالة المسيح الحقيقية. في سنة 240م-241م، سافر ماني إلى مملكة ساكا الهندية الإغريقية في أفغانستان المعاصرة، حيث درس الهندوسية وفلسفاتها المختلفة. وعندما عاد سنة 242م، انضم إلى بلاط سابور الأول الذي أهدى له عمله الوحيد المكتوب باللغة الفارسية، والمعروف باسم شابوهراجان. وكانت كتاباته الأصلية مكتوبة باللغة السريانية، وبالخط المانوي الفريد.
تتصور المانوية وجود عالمين متعايشين من النور والظلام بينهما صراع. أصبحت عناصر معينة من الضوء محاصرة في الظلام، والغرض من خلق المادة هو الانخراط في عملية بطيئة لاستخراج هذه العناصر. وفي النهاية، ستنتصر مملكة النور على الظلام. ورثت المانوية هذه الأساطير الثنائية عن الزرادشتية الزورفانية، حيث يعارض الروح الأبدية أهورامزدا نقيضه أهريمان. شمل هذا التعليم الثنائي أسطورة كونية تضمنت هزيمة الإنسان البدائي على يد قوى الظلام التي التهمت وسجنت جزيئات الضوء. وفقًا لكيرت رودولف، فإن المانوية تراجعت في بلاد فارس في القرن الخامس الميلادي لمنع انتشار الحركة إلى الشرق والغرب. وفي الغرب، انتقلت تعاليم المدرسة إلى سوريا وشمال شبه الجزيرة العربية ومصر وشمال أفريقيا. وهناك أدلة على وجود المانويين في روما ودلماسية في القرن الرابع الميلادي، وكذلك في بلاد الغال وإسبانيا. ومن سوريا، انتشرت أكثر إلى فلسطين والأناضول، وأرمينيا البيزنطية والفارسية.
تعرض تأثير المانوية للانتقادات، لكنها ظلت سائدةً حتى القرن السادس الميلادي، وأدى تأثيره لظهور البلكانية والبوغوميلية والكاثارية في العصور الوسطى، حتى قضت عليه الكنيسة الكاثوليكية في نهاية المطاف. أما في الشرق، يقول رودولف، تمكنت المانوية من الازدهار، لأن الاحتكار الديني الذي كانت تتمتع به المسيحية والزرادشتية سابقًا كُسر على يد الإسلام الناشئ. في السنوات الأولى من الفتح الإسلامي، وجدت المانوية أتباعًا مرة أخرى في بلاد فارس (معظمهم بين الأوساط المتعلمة)، لكنها ازدهرت بشكل أكبر في آسيا الوسطى، التي انتشرت إليها عبر إيران. وهناك، في سنة 762م، أصبحت المانوية دين الدولة في خاقانية الأويغور.

### العصور الوسطى
بعد انحسارها في عالم البحر المتوسط، عاشت الغنوصية في محيط الإمبراطورية البيزنطية، وعادت إلى الظهور في العالم الغربي. ظهرت البلكانية وهي مجموعة ازدهرت بين سنتي 650م-872م في أرمينيا وشرق الإمبراطورية البيزنطية، اتهمتهم المصادر الأرثوذكسية في العصور الوسطى بأنهم غنوصيون ومسيحيين متشبّهين بالمانويين. كما ظهرت البوغميلية في بلغاريا بين سنتي 927م-970م، وانتشروا في جميع أنحاء أوروبا، وكان بمثابة حركة توفيقية بين البلكانية الأرمينية وحركة إصلاح الكنيسة البلغارية الأرثوذكسية. واتهم أعداء الكاثارية أو الألبجينية الحركة أن لهم سمات غنوصية؛ على الرغم من عدم وضوح تأثر الكاثارية بالغنوصية القديمة أم لا.

#### الإسلام

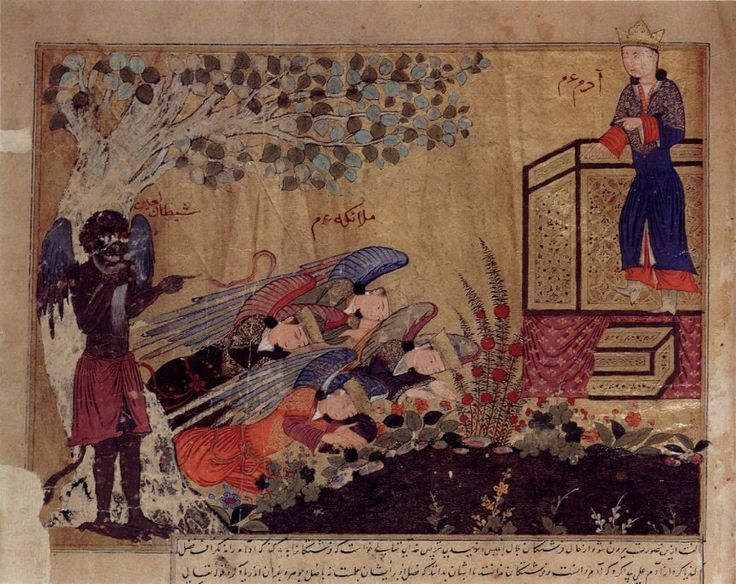
تصور بعض التفسيرات الصوفية إبليس على أنه يحكم الرغبات المادية بطريقة تشبه الديميرج الغنوصي.

يضع القرآن فارقًا واضحًا بين الدنيا والآخرة. يعتقد المسلمون عمومًا أن الله يتجاوز الفهم البشري. في بعض المدارس الفكرية الإسلامية، تُعرّف الله بالجوهر الفرد (الموناد). ومع ذلك، وفقًا للإسلام، وعلى عكس معظم الطوائف الغنوصية، فإن فعل الأعمال الصالحة هو الذي يؤدي إلى الجنة. وفقًا للعقيدة الإسلامية في التوحيد، ليس هناك مكان لإله أدنى كالديميرج. وفقًا للإسلام، يأتي الخير والشر من إله واحد، وهو موقف يعارضه المانويون خصوصًا. صوّر ابن المقفع، الذي تحوّل من المانوية إلى الإسلام، الإله الإبراهيمي على أنه كيان شيطاني "يقاتل البشر ويفتخر بانتصاراته" و"يجلس على العرش يمكن أن ينزل منه"، واعتقد بأنه من المستحيل أن يكون النور والظلمة مخلوقين من مصدر واحد، لأنهما يعتبران مبدأين أبديين مختلفين، وقد ردّ عليه في ذلك علماء دين مسلمون.
في الكتاب الشيعي الإسماعيلي أم الكتاب، يلعب عزازيل دورًا يشبه دور الديميرج، حيث يتمتع بالقدرة على خلق عالم، ويسعى إلى حبس البشر في العالم المادي، لكن قوته هنا محدودة، وتعتمد على الإله الأعلى. يظهر هذا الفكر بشكل متكرر في نصوص الشيعة الإسماعيلية، الذين وصفهم الغزالي بأنهم جماعة يدّعون التشيّع ظاهريًا، ولكنهم من أتباع ديانة ثنائية وفلسفية. هناك آثار أخرى للأفكار الغنوصية في الصوفية، مثل المفهوم الغنوصي حول تقيُّد البشر داخل المادة، حيث تعترف النصوص الصوفية بأن الروح البشرية خاضعة للرغبات الجسدية، بطريقة تشبه الفكرة الغنوصية حول إحاطة الأجسام الأرخنية بالروح. لذلك يجب على الروح أن تتغلب على دناءة النفس وارتباطها بالمادة للتغلب على طبيعتها الحيوانية. حيث أن الإنسان الذي تسيطر عليه رغباته الحيوانية، يدّعي خطئًا استقلاله الذاتي عن "الإله الأعلى"، وبالتالي يشبه الإله الأدنى في النصوص الغنوصية القديمة. ومع ذلك، بما أنه ليس الهدف التخلي عن العالم المخلوق، بل مجرد تحرير النفس من الرغبات الدنيّة، لذا فهناك خلاف حول ما إذا يمكن اعتبار ذلك الفكر غنوصيًا، أم مرتبطًا برسالة محمد.
ويبدو أن الأفكار الغنوصية كانت جزءًا مؤثرًا من الفكر الفلسفي الإسلامي القديم، لكنها فقدت تأثيرها فيما بعد. ومع ذلك، فقد ظلّت بعض الاستعارات الخفيفة وفكرة وحدة الوجود سائدة في الفكر الإسلامي اللاحق، مثل فكر ابن سينا.

#### القابالاه
كتب غرشوم شوليم مؤرخ الفلسفة اليهودية، أن العديد من الأفكار الغنوصية الأساسية ظهرت مرة أخرى في القابالاه في العصور الوسطى، حيث استُخدمت لإعادة تفسير المصادر اليهودية السابقة. في هذه الحالات، وفقًا لشوليم، قامت نصوص مثل الزوهار بتكييف المبادئ الغنوصية لتفسير التوراة، دون استخدام لغة غنوصية. واعتقد شوليم كذلك أن هناك غنوصية يهودية أثرت على الأصول المبكرة للغنوصية المسيحية. وبالنظر إلى أن بعض أقدم نصوص القبالاه  ظهرت في بروفنس في العصور الوسطى، وفي الوقت الذي نشطت فيه حركات الكاثار، فقد زعم شوليم وغيره من علماء منتصف القرن العشرين الميلادي وجود تأثير متبادل بين الجماعتين. وفي المقابل، قال جوزيف دان بأنه لا نص موجود يثبت هذه الفرضية.

### العصر الحديث
في العصر الحديث، لا يزال المندائيون موجودون اليوم في العراق وإيران ومجتمعات الشتات، حيث يُعتقد أن هناك ما بين 60,000 إلى 70,000 مندائي حول العالم. أُنشئت أو إعادة تأسيس عدد من الهيئات الكنسية الغنوصية الحديثة منذ اكتشاف مخطوطات نجع حمادي، من بينها الكنيسة الغنوصية [الإنجليزية] والكنيسة الغنوصية الرسولية والكنيسة الغنوصية الكاثوليكية [الإنجليزية] والكنيسة الغنوصية بفرنسا [الإنجليزية] والكنيسة التوماسية والكنيسة الغنوصية السكندرية وكلية أمريكا الشمالية للأساقفة الغنوصيين. قام عدد من مفكري القرن التاسع عشر الميلادي مثل آرثر شوبنهاور وألبرت بايك وهيلينا بلافاتسكي بدراسة الفكر الغنوصي على نطاق واسع وتأثروا به، بل وكان التأثر أكثر على شخصيات مثل هرمان ملفيل وويليام بتلر ييتس.
كان كارل يونغ (الذي دعمها) وإيرك فوجلين (الذي عارضها) وخورخي لويس بورخيس (الذي أدرجها في العديد من قصصه القصيرة) وآليستر كراولي من بين مفكري أوائل القرن العشرين الميلادي الذين درسوا الغنوصية بشكل مكثف وتأثروا بها، بالإضافة إلى شخصيات مثل هرمان هيسه الذي تأثر بالغنوصية بشكل أكثر اعتدالًا. أسس رينيه غينون المراجعة الغنوصية "La Gnose" سنة 1909م، قبل أن ينتقل إلى موقف أكثر ديمومة، ويؤسس مدرسته التقليدية. نسبت المنظمات الثيليمية الغنوصية مثل الكنيسة الغنوصية الكاثوليكية ورتبة المعبد الشرقي نفسها إلى فكر كراولي. كما كان لاكتشاف مخطوطات نجع حمادي وترجمتها بعد سنة 1945م الأثر الكبير على الغنوصية منذ الحرب العالمية الثانية. ومن بين المثقفين الذين تأثروا بشدة بالغنوصية في هذه الفترة لورانس داريل وهانس يوناس وفيليب ك. ديك وهارولد بلوم، مع تأثر ألبير كامو وألين غينسبيرج بشكل أكثر اعتدالًا. وكتبت سيليا غرين عن ارتباط المسيحية الغنوصية بفلسفتها الخاصة. كما كان ألفريد نورث وايتهيد على علم بوجود المخطوطات الغنوصية المكتشفة حديثًا. وبناء على ذلك، اقترح ميشيل فيبر تفسيرا غنوصيًا لميتافيزيقاه المتأخرة.

## نشاء السابيلية
ترجع هذه الحركة إلى عصر الشهيد يوستين الذي أدان القائلين بأن "الابن هو الآب" (حوار مع تريفو 128). جاءت هذه الحركة أولًا كرد فعل خاطئ لمقاومة الفكر الغنوصي في القرن الثاني، حيث كان الغنوصيون يتطلعون إلى الابن والروح القدس أنهما أيونان صادران عن الله الأسمى، وانهما أقل منه، فأراد البعض تأكيد الوحدانية بين الثالوث فسقطوا في نوعٍ من السابيلية.